# Николай Николов (пожарникар)
Вижте пояснителната страница за други личности с името Николай Николов.
Николай Славев Николов е български пожарникар, главен комисар от МВР, майстор на спорта по пожароприложен спорт (1984).

## Биография
Роден е на 25 ноември 1962 г. в Перник. През 1980 г. завършва четвърта гимназия в родния си град. Военната си служба отбива като пожарникар. През 1982 г. започва работа като пожарникар към ОПС СКМ „Ленин“, към районната противопожарна служба в Перник. В периода 1987 – 1991 г. е командир на отделение в Районната противопожарна служба. През 1991 г. завършва факултета по Пожарна охрана на ВИПОНД-МВР (Академия на МВР), и става инспектор по противопожарна охрана към Общинския народен съвет в Перник със звание лейтенант. След това е последователно началник на група в Районната служба „Противопожарна охрана“ – Радомир и началник на група „Пожарогасене“ в служба „Противопожарна охрана“ при РДВР – Перник.
От 29 август 2006 г. е директор на Националната служба „Пожарна безопасност и защита на населението“. На 30 декември 2010 г. е назначен за директор на Главна дирекция „Пожарна безопасност и защита на населението“. Награждаван е с почетен знак на МВР – III и ІІ степен. Освен това е президент е на националния комитет на КТИФ (Международна асоциация на пожарните и спасителни служби) за България и заместник-председател е на Българската федерация по пожароприложен спорт. Остава на поста до 25 ноември 2022 г., когато се пенсионира
На 24 април 2023 г. е назначен за заместник-министър на вътрешните работи.. Към юли 2025 г. заема длъжността съветник на министъра на вътрешните работи.

## Звания
- лейтенант – 1991
- майор – 2000 (предсрочно)
- подполковник – 2003 (предсрочно)
- главен комисар – 29 август 2006